# The Girl Can't Help It
The Girl Can't Help It —que tiene los títulos en español de La chica no puede remediarlo, Tú sabes lo que quiero y Una rubia en la cumbre— es una película de comedia musical de 1956 protagonizada por Jayne Mansfield, Tom Ewell, Edmond O'Brien, Henry Jones y Julie London. El largometraje fue producido y dirigido por Frank Tashlin, con un guion adaptado por Tashlin y Herbert Baker de una novela no acreditada de 1955, Do, Re Mi de Garson Kanin. Filmada en DeLuxe Color, la producción fue pensada originalmente como vehículo para la sex symbol Jayne Mansfield, con una subtrama satírica implicando adolescentes y Rock and roll. El inesperado resultado ha sido descrito como "la más potente" celebración de música rock jamás capturada en una película.
La partitura original, incluyendo la canción principal interpretada por Little Richard, fue obra de Bobby Troup, con un crédito adicional para Ray Anthony por la melodía "Big Band Boogie". Tom Ewell había coprotagonizado con Marilyn Monroe The Seven Year Itch el año anterior.

## Trama
Un mafioso de las máquinas tragaperras, Marty "Fats" Murdock (Edmond O'Brien), quiere que su rubia y explosiva novia, Jerri Jordan (Jayne Mansfield), sea una estrella de la canción, a pesar de su aparente falta de talento. Contrata a un agente de prensa alcohólico, Tom Miller (Tom Ewell) para promocionar a Jordan, debido a su éxito pasado con la carrera de la cantante Julie London (una ficción del guion) y porque nunca hace insinuaciones a sus clientas femeninas.
Miller se pone manos a la obra mostrando a Jordan en numerosos locales nocturnos; sus maquinaciones despiertan el interés en Jordan y pronto aparecen las ofertas de contrato. Sin embargo, Miller se da cuenta de que Jordan realmente solo quiere ser un ama de casa e intenta persuadir a Murdock de no empujarla a una carrera en el mundo del espectáculo. Cree estar teniendo éxito cuando revela a Murdock que el canto de Jordan es tan malo que  destroza bombillas, pero Murdock sugiere que Jordan sería perfecta para una canción que compuso mientras estaba en prisión, "Rock Around the Rock Pile" (una parodia de "Rock Around the Clock"). Miller a regañadientes graba a Jordan cantando la canción como una sirena de la prisión y se dirige a Chicago para promocionarla ante Wheeler (John Emery), un antiguo rival de Murdock en los bajos fondos que ahora tiene un monopolio sobre la industria de las gramolas.
Sospechando de Miller por su renuencia a promover a Jordan y de la atracción obvia entre ambos, Murdock hace que su socio Mousie (Henry Jones) escuche una llamada de teléfono entre ellos. Sintiendo lástima por la pareja, Mousie quita las partes románticas de sus conversaciones en la grabación y convence a Murdock de que su relación es estrictamente comercial.
En Chicago, Wheeler queda impresionado por la canción y la voz de Jordan y se dispone a firmar tanto con Jordan como con el compositor. Sin embargo, cuando Miller le revela que el compositor es Murdock, Wheeler le echa de su oficina y jura no tocar jamás la canción. Un furioso Murdock intimida con sus matones a los dueños de bares para que le compren a él gramolas y promueve con éxito su canción y la de Jordan. Para impedir que Murdock le robe su negocio, Wheeler arregla para que Murdock sea asesinado en el espectáculo de rock donde Jordan hará su debut.
De camino al evento, Murdock confiesa a Mousie que no quiere casarse con Jordan. Mousie entonces le confiesa que alteró la cinta de la llamada de teléfono de Jordan y Miller y anima a Murdock a dejar a Jordan casarse con Miller. Entre bambalinas, Jordan confiesa su amor a Miller y se besan. Jordan también admite que es una cantante talentosa, y que mintió porque no desea una carrera en el espectáculo; sube luego al escenario y canta una canción sobre su amor por Miller. Cuando Murdock llega, Miller declara que él y Jordan están enamorados; el encantado Murdock sorprende a Miller estrechando su mano y ofreciéndose a ser el padrino de boda.
Antes de que Miller y Murdock puedan dar a Jordan la buena noticia, los asesinos de Wheeler disparan contra Murdock. Miller les rechaza y empuja a Murdock al escenario, razonando que los sicarios no dispararan a Murdock cantando delante de tantos testigos. Wheeler llega e, impresionado por la respuesta de la audiencia ante la actuación de Murdock, cancela el asesinato y firma por él. Al final, Miller y Jordan se dan un beso en su luna de miel, mientras de fondo Murdock y Mousie actúan en un espectáculo de televisión.

## Reparto
- Tom Ewell como Tom Miller
- Jayne Mansfield como Jerri Jordan
- Edmond O'Brien como Fats Murdock
- Julie London como ella misma
- Ray Anthony como él mismo
- Barry Gordon como Barry el repartidor de periódicos
- Henry Jones como Mousie
- John Emery como Wheeler
- Juanita Moore como Hilda
- Fats Domino como él mismo
- Little Richard como él mismo
- Eddie Cochran como él mismo
- The Platters como ellos mismos
- Gene Vincent como él mismo
- The Treniers como ellos mismos
- Eddie Fontaine como él mismo
- The Chuckles como ellos mismos
- Abbey Lincoln como ella misma
- Jonny Olenn como él mismo
- Nino Tempo como él mismo

## Recepción
La película no fue bien recibida por los críticos. Bosley Crowther del New York Times señaló que la actuación de Jayne Mansfield era decepcionante, declarando, "Su rango, al llegar a este punto, parece restringido a una débil imitación de Marilyn Monroe", lo que no fue impedimento para el éxito en taquilla.

## Influencia en la música rock
La influencia de la película en la música rock es sin embargo significativa. La película llegó a Liverpool, Inglaterra, a inicios del verano de 1957. Los cameos de estrellas del primer rock and roll como Little Richard, Eddie Cochran, y Gene Vincent and his Bluecaps fascinaron a un John Lennon de 16 años al mostrarle, por primera vez, a sus adoradas estrellas del rock como seres humanos vivos y le inspiró todavía más a perseguir su propio sueño en él. El 6 de julio de 1957, Paul McCartney de 15 años fue presentado a Lennon después de su actuación en una fiesta en el jardín de la iglesia del pueblo con su grupo de skiffle The Quarry Men. McCartney demostró su destreza musical a Lennon tocando "Twenty Flight Rock" de manera similar a como la había visto interpretar a Eddie Cochran en The Girl Can't Help It. Esto llevó a Lennon a invitar a McCartney a unirse a su grupo. McCartney habla sobre la película en la serie documental The Beatles Anthology.
El 18 de septiembre de 1968, The Beatles interrumpieron la grabación de "Birthday" en los Abbey Road Studios para regresar a casa de Paul McCartney para ver el estreno en la televisión británica de la película.
Además, algunos cinéfilos han señalado la famosa actuación de Elvis Presley de la canción "Jailhouse Rock" en la película de MGM homónima (a menudo citada como el primer vídeo musical de la historia), lanzada un año después de The Girl Can't Help It, como mostrando un parecido notable con el tema y actuación de una canción denominada "Rock Around the Rockpile" de esta. Aquí, Edmond O'Brien interpreta un personaje que huyendo de ser asesinado salta al escenario y canta la letra, "rock, rock, rock around the rockpile" mientras es acompañado por la Ray Anthony Band con uniformes de presos a rayas. O'Brien, entonces de 42 años, incluso intenta torpemente algunos movimientos de cadera y piernas por los que Elvis ya era famoso, habiendo aparecido en diez ocasiones actuando en programas de televisión, con una audiencia total de unos 180 millones de telespectadores, tanto en la televisión nacional, como en transmisiones en cadenas extranjeras antes y durante la filmación de The Girl Can't Help It, cuya producción comenzó a mediados de septiembre de 1956. De hecho, los productores de la película también habían intentado contratar a Presley, pero su gerente, el coronel Tom Parker, había exigido demasiado dinero. Dos compositores no acreditados en The Girl Can't Help It, Hugo Friedhofer y Lionel Newman, también habían compuesto música para la película de Elvis, Love Me Tender, en el mismo año, 1956.

## Las canciones interpretadas en la película
1. "The Girl Can't Help It"; Little Richard
2. "Tempo's Tempo"; Nino Tempo
3. "My Idea of Love"; Johnny Olenn
4. "I Ain't Gonna Cry No More"; Johnny Olenn
5. "Ready Teddy"; Little Richard
6. "She's Got It"; Little Richard
7. "Cool It Baby"; Eddie Fontaine
8. "Cinnamon Sinner"; Teddy Randazzo and The Three Chuckles
9. "Spread the Word"; Abbey Lincoln
10. "Cry Me a River"; Julie London
11. "Be-Bop-A-Lula"; Gene Vincent and His Blue Caps
12. "Twenty Fligth Rock"; Eddie Cochran
13. "Rock Around the Rockpile"; Edmond O'Brien; Ray Anthony y su Orquesta
14. "Rockin' Is Our Business"; The Treniers
15. "Big Band Boogie"; Ray Anthony y su Orquesta
16. "Blue Monday"; Fats Domino
17. "You'll Never, Never Know"; The Platters
18. "Ev'ry Time (It Happens)"; Jayne Mansfield (doblada por Eileen Wilson)
19. "Giddy Up a Ding Dong"; Freddy Bell & The Bell Boys